# Remigija Nazarovienė
Remigija Nazarovienė (née Sablovskaitė le 2 juin 1967 à Achgabat en République socialiste soviétique du Turkménistan) est une athlète lituanienne spécialiste de l'heptathlon.
Elle s'illustre lors des Championnats du monde 1997 d'Athènes en montant sur la troisième marche du podium du concours de l'heptathlon, derrière l'Allemande Sabine Braun et la Britannique Denise Lewis. Elle obtient plusieurs places d'honneurs lors des Championnats d'Europe d'athlétisme en se classant 5e en 1986, 6e en 1990, 7e en 1994 et 4e en 1998. Elle participe aux Jeux olympiques de 1992 et de 1996 et termine respectivement à la 14e et la 10e place.
Mariée au décathlonien Andrei Nazarov, elle met un terme à sa carrière d'athlète à l'issue de la saison 2002. 

## Records personnels
- Heptathlon : 6 604 points (1989)
- Pentathlon : 4 561 points (1988)